# Andrew Kurka
Andrew Earl Kurka (* 27. Januar 1992 in Anchorage) ist ein US-amerikanischer paralympischer alpiner Sitzskifahrer aus Alaska.

## Leben
Kurka wuchs auf einer Farm in einem kleinen Dorf in Alaska namens Nikolaevsk auf, wo Russisch die am häufigsten gesprochene Sprache ist. In den Sommermonaten verbringt er seine Zeit in Palmer, Alaska, während Aspen, Colorado, im Winter sein Zuhause ist.
Kurka war sechsmaliger alaskischer Staatsmeister im Freistil und im griechisch-römischen Wrestling, bevor im Alter von 13 Jahren durch einen Unfall drei Wirbel in der Mitte seiner Wirbelsäule schwer beschädigt wurden. Seine sportliche Karriere als Wrestler hinter sich lassend, probierte er auf Anregung seines Physiotherapeuten im Rahmen der Challenge Alaska im Alter von 15 Jahren zum ersten Mal den Monoski aus.
Im Alter von 17 Jahren trat Kurka erstmals als Rollstuhl-Bodybuilder beim Crystal Cup in Anchorage, Alaska, an.

## Karriere
Kurka wurde zwei Jahre nach seinem Unfall Para-Alpin-Skifahrer. 2010 gab er sein internationales Debüt in der US-amerikanischen paralympischen Nationalmannschaft und sicherte sich einen Platz im paralympischen Team für die Winter-Paralympics 2014 in Sotschi, Russland. Er stürzte während eines Trainingslaufs kurz vor den Spielen in Sotschi und verletzte sich am Rücken. Deshalb konnte er an den Paralympics nicht teilnehmen. Bei den Weltmeisterschaften 2015 in Panorama gewann er im Super-G eine Bronzemedaille. Bei den Weltmeisterschaften 2017 in Tarvisio erreichte er Gold in der Abfahrt, Silber im Riesenslalom und Bronze im Super-G. Anfang 2018 wurde er in das US-Team für die Paralympischen Winterspiele 2018 in Pyeongchang, Südkorea, berufen und erreichte dort Gold in der Abfahrt und Silber im Super-G. Die Weltmeisterschaften 2021 in Lillehammer beendete er mit zweimal Bronze in der Abfahrt und im Riesenslalom.